# Журавский, Сатурнин
Сатурнин Жура́вский (пол. Saturnin Żórawski; 4 августа 1920 — 30 сентября 1977) — польский актёр театра, кино, радио, телевидения и кабаре, также театральный режиссёр и директор театра.

## Биография
Сатурнин Журавский родился в Варшаве. Дебютировал в кино в 1934 году. В 1944—1945 годах заключённый концлагеров Маутхаузен и Флоссенбюрг. Актёр театров в Свиднице н Варшаве, директор театра в Свиднице. Выступал в спектаклях «театра телевидения» в 1956—1976 годах, в кабаре и в радиопередачах «Польского радио». Умер в Варшаве. Похоронен на Брудновском кладбище в Варшаве.

## Избранная фильмография
- 1934 — Молодой лес / Młody las
- 1957 — Король Матиуш I / Król Maciuś I
- 1958 — Прощания / Pożegnania
- 1960 — Поиски прошлого / Powrót
- 1961 — Осторожно, йети! / Ostrożnie, Yeti!
- 1965 — Три шага по земле / Trzy kroki po ziemi
- 1965 — Всегда в воскресенье / Zawsze w niedzielę
- 1966 — Марыся и Наполеон / Marysia i Napoleon
- 1968 — Ставка больше, чем жизнь / Stawka większa niż życie (только в 18-й серии)
- 1968 — Четыре танкиста и собака / Czterej pancerni i pies (только в 18-й серии)
- 1970 — Лицо ангела / Twarz anioła
- 1972 — 150 км в час / 150 na godzinę
- 1973 — Большая любовь Бальзака / Wielka miłość Balzaka (только в 4-й серии)
- 1973 — Чёрные тучи / Czarne chmury
- 1974 — Сорокалетний / 40-latek
- 1976 — Я — мотылёк, или Роман сорокалетнего / Motylem jestem, czyli romans 40-latka
- 1977 — Польские пути / Polskie drogi (только во 2-й серии)

## Признание
- 1967 — Нагрудный знак 1000-летия польского государства.